# Christocentrische kerk
Een christocentrische kerk (soms ook volkskerk geheten) is een driebeukig kerktype waarbij het middenschip zeer breed is en de zijbeuken smal zijn, geen zitplaatsen bevatten en slechts als loopgangen in gebruik zijn. Dit type kerk is ontstaan als een reactie op de neogotische kerkenbouw.
Met een dergelijk kerktype werd in de jaren 20 en 30 van de 20e eeuw geëxperimenteerd bij de rooms-katholieke kerkenbouw. In een christocentrische kerk staat maximale betrokkenheid van de gelovigen bij de eredienst voorop. Dit wordt bereikt door het realiseren van een vrij uitzicht op het altaar. Daarnaast wordt het altaar soms verlicht door vensters die speciaal daartoe aangebracht zijn.
De Lambertuskerk te Vorstenbosch, de kerk van Martinus en Johannes de Evangelist te Heeze, de Sint Jan de Doper te Waalwijk, en de Theresiakerk te Tilburg zijn voorbeelden van een dergelijke architectuur.